# Championnat d'Espagne de football de deuxième division 1952-1953
Navigation
Segunda División 1951-1952 Segunda División 1953-1954
Le championnat d'Espagne de football de deuxième division 1952-1953 est la 22e édition du championnat. Organisé par la Fédération royale espagnole de football, le championnat se déroule du 13 septembre 1952 au 3 mai 1953 et la phase de promotion et de relégation se déroulent du 27 avril 1953 au 12 juillet 1953.
La compétition est remportée par le CA Osasuna, dans le groupe 1, et le Real Jaén, dans le groupe 2. Ces deux clubs sont promus en première division. Il s'agit de leur premier titre chacun.

## Règlement de la compétition
La compétition est divisée en deux groupes de seize, regroupé en fonction de leur proximité géographique et se dispute selon un système de ligue, où les seize équipes affrontent les quinze autres équipes de leur groupe à deux reprises, une fois à domicile et une fois à l'extérieur, soit un total de trente matches. L'ordre des matches est déterminé par un tirage au sort avant le début de la compétition.
Le classement final est établi sur le nombre des points obtenus lors de chaque rencontre, à raison de deux points par match gagné, un pour un match nul et aucun pour une défaite. Si, deux équipes ont le même nombre de points, les critères établis par le règlement pour départager les équipes sont les suivants :
1. Les confrontations directes entre les équipes à égalité.
2. Si l'égalité persiste, celle qui a le meilleur coefficient de buts.

Le premier de chaque groupe est déclaré champion et est promu en première division. Alors que, le 2e et le 3e de chaque groupe disputent une phase avec le 13e et 14e de première division, où seuls les deux premiers accèdent à la première division. En bas de classement, les deux derniers de chaque groupe sont relégués en troisième division, tandis que le 12e du groupe 2 dispute un barrage, en aller-retour, contre le champion régional des Canaries, et le 12e du groupe 1 et les deux 13e disputent une phase de relégation avec le 2e de chaque groupe de troisième division pour tenter de se maintenir.

## Équipes participantes
| \| Alavés Avilés Baracaldo Burgos Caudal España Ind. Ferrol Gimnástica Gimnástico Huesca Lérida Logroñés Osasuna Sabadell Salamanque San Andrés Alcoyano Atl. Baleares Atl. Tetuán Cacereño Córdoba Grenade Hércules Jaén Las Palmas Linense Majorque Melilla Mestalla Murcie Orihuela Plus Utra \| Localisation des clubs engagés dans le championnat. |
| Alavés Avilés Baracaldo Burgos Caudal España Ind. Ferrol Gimnástica Gimnástico Huesca Lérida Logroñés Osasuna Sabadell Salamanque San Andrés Alcoyano Atl. Baleares Atl. Tetuán Cacereño Córdoba Grenade Hércules Jaén Las Palmas Linense Majorque Melilla Mestalla Murcie Orihuela Plus Utra                                                           |

| Alavés Avilés Baracaldo Burgos Caudal España Ind. Ferrol Gimnástica Gimnástico Huesca Lérida Logroñés Osasuna Sabadell Salamanque San Andrés Alcoyano Atl. Baleares Atl. Tetuán Cacereño Córdoba Grenade Hércules Jaén Las Palmas Linense Majorque Melilla Mestalla Murcie Orihuela Plus Utra |

| Légende : Groupe 1 Groupe 2 |

| Clubs                     | Ville           | Stade                  |
| ------------------------- | --------------- | ---------------------- |
| Deportivo Alavés          | Vitoria-Gasteiz | Mendizorrotza          |
| Real Avilés               | Avilés          | Román Suárez Puerta    |
| CD Baracaldo Altos Hornos | Baracaldo       | Lasesarre              |
| Burgos CF (es)            | Burgos          | Zatorre                |
| Caudal Deportivo          | Mieres          | El Batán (es)          |
| SD La España Industrial   | Barcelone       | Las Corts              |
| Club Ferrol               | Ferrol          | Inferniño (es)         |
| Gimnástica de Torrelavega | Torrelavega     | El Malecón             |
| Gimnástico de Tarragone   | Tarragone       | Avenida de Cataluña    |
| UD Huesca (es)            | Huesca          | San Jorge              |
| UD Lérida                 | Lérida          | Campo de Deportes (es) |
| CD Logroñés               | Logroño         | Las Gaunas (en)        |
| CA Osasuna                | Pampelune       | San Juan (es)          |
| CD Sabadell               | Sabadell        | Creu Alta              |
| UD Salamanque             | Salamanque      | El Calvario            |
| CD San Andrés             | Barcelone       | Santa Coloma           |

| Clubs                | Ville                        | Stade                           |
| -------------------- | ---------------------------- | ------------------------------- |
| CD Alcoyano          | Alcoy                        | El Collao                       |
| CD Atlético Baleares | Palma                        | Son Canals (es)                 |
| Atlético de Tetuán   | Tétouan                      | Sania Ramel                     |
| CD Cacereño          | Cáceres                      | Ciudad Deportiva                |
| RCD Córdoba (es)     | Cordoue                      | El Arcángel                     |
| Grenade CF           | Grenade                      | Los Cármenes                    |
| Hércules CF          | Alicante                     | Bardín (en)                     |
| Real Jaén            | Jaén                         | La Victoria (es)                |
| UD Las Palmas        | Las Palmas de Grande Canarie | Insular                         |
| RB Linense           | La Línea de la Concepción    | La Balompédica                  |
| RCD Majorque         | Palma                        | Es Fortí                        |
| UD Melilla           | Melilla                      | Álvarez Claro                   |
| CD Mestalla          | Valence                      | Mestalla                        |
| Real Murcie          | Murcie                       | La Condomina                    |
| Orihuela Deportiva   | Orihuela                     | Los Arcos                       |
| AD Plus Ultra        | Madrid                       | Velódromo de Ciudad Lineal (es) |

## Compétition

### Groupe 1

#### Classement
| Rang | Équipe                    | Pts | J  | G  | N | P  | Bp | Bc | GA    |
| ---- | ------------------------- | --- | -- | -- | - | -- | -- | -- | ----- |
| 1    | CA Osasuna                | 40  | 30 | 16 | 8 | 6  | 61 | 37 | 1,649 |
| 2    | SD La España Industrial P | 37  | 30 | 16 | 5 | 9  | 65 | 43 | 1,512 |
| 3    | Real Avilés P             | 37  | 30 | 16 | 5 | 9  | 59 | 46 | 1,283 |
| 4    | Deportivo Alavés          | 35  | 30 | 16 | 3 | 11 | 58 | 48 | 1,208 |
| 5    | CD Logroñés               | 34  | 30 | 14 | 6 | 10 | 59 | 44 | 1,341 |
| 6    | UD Lérida                 | 32  | 30 | 14 | 4 | 12 | 48 | 37 | 1,297 |
| 7    | CD Baracaldo Altos Hornos | 31  | 30 | 12 | 7 | 11 | 54 | 41 | 1,317 |
| 8    | CD San Andrés             | 30  | 30 | 13 | 4 | 13 | 50 | 58 | 0,862 |
| 9    | Club Ferrol               | 29  | 30 | 11 | 7 | 12 | 49 | 41 | 1,195 |
| 10   | Caudal Deportivo          | 28  | 30 | 11 | 6 | 13 | 45 | 48 | 0,938 |
| 11   | CD Sabadell               | 28  | 30 | 10 | 8 | 12 | 41 | 55 | 0,745 |
| 12   | Gimnástica de Torrelavega | 27  | 30 | 12 | 3 | 15 | 41 | 57 | 0,719 |
| 13   | UD Salamanque             | 26  | 30 | 11 | 4 | 15 | 42 | 53 | 0,792 |
| 14   | Gimnástico de Tarragone   | 25  | 30 | 10 | 5 | 15 | 37 | 56 | 0,661 |
| 15   | UD Huesca (es)            | 23  | 30 | 8  | 7 | 15 | 36 | 48 | 0,750 |
| 16   | Burgos CF (es) P          | 18  | 30 | 6  | 6 | 18 | 34 | 67 | 0,507 |

Promotion
- 1er : promotion en Primera División
- 2e et 3e : qualification pour la phase de promotion

Relégation
- 8e : retrait de Segunda División et relégation en Tercera División
- 12e et 13e : qualification pour la phase de relégation
- 14e à 16e : relégation en Tercera División

Abréviations
- P : Promus de Tercera División 1951-1952

1. ↑  À la fin de la saison, le CD San Andrés annonce son retrait de Segunda División[2].

#### Résultats
| Résultats (▼dom., ►ext.)                                   | ALA | AVI | BAR | BUR | CAU | ESP | FER | GTO | GTA | HUE | LER | LOG | OSA | SAB | SAL | SAN |
| Deportivo Alavés                                           |     | 4-0 | 2-0 | 1-0 | 2-0 | 3-0 | 3-2 | 1-2 | 2-3 | 5-0 | 4-1 | 4-1 | 4-1 | 3-0 | 3-0 | 4-0 |
| Real Avilés                                                | 7-1 |     | 0-0 | 2-0 | 1-0 | 2-0 | 1-0 | 3-2 | 3-0 | 3-0 | 3-1 | 3-1 | 2-1 | 4-0 | 4-1 | 5-0 |
| CD Baracaldo Altos Hornos                                  | 6-0 | 3-1 |     | 4-0 | 2-1 | 1-3 | 1-0 | 2-0 | 1-0 | 4-1 | 2-1 | 0-1 | 2-2 | 4-0 | 5-0 | 1-3 |
| Burgos CF (es)                                             | 2-2 | 3-0 | 2-2 |     | 3-2 | 1-2 | 3-4 | 3-0 | 1-1 | 1-0 | 0-0 | 0-3 | 1-2 | 2-3 | 0-2 | 2-4 |
| Caudal Deportivo                                           | 2-0 | 4-0 | 1-0 | 2-3 |     | 5-3 | 1-1 | 1-2 | 3-2 | 1-1 | 2-0 | 5-1 | 1-1 | 3-2 | 2-0 | 2-2 |
| SD La España Industrial                                    | 2-0 | 6-2 | 3-1 | 4-1 | 6-0 |     | 4-1 | 5-2 | 0-1 | 3-0 | 1-3 | 1-1 | 2-2 | 1-1 | 2-0 | 1-1 |
| Club Ferrol                                                | 0-1 | 1-1 | 2-2 | 0-0 | 2-0 | 1-2 |     | 4-0 | 4-1 | 0-1 | 2-0 | 0-0 | 1-2 | 4-0 | 2-1 | 4-0 |
| Gimnástica de Torrelavega                                  | 1-1 | 3-2 | 1-1 | 1-0 | 1-2 | 0-1 | 0-1 |     | 1-0 | 4-3 | 2-0 | 3-0 | 1-0 | 4-3 | 3-1 | 0-1 |
| Gimnástico de Tarragone                                    | 5-1 | 0-2 | 2-1 | 2-3 | 2-1 | 1-0 | 2-2 | 4-3 |     | 1-1 | 1-0 | 1-1 | 1-3 | 0-0 | 2-1 | 0-1 |
| UD Huesca (es)                                             | 3-0 | 0-1 | 1-1 | 7-0 | 1-1 | 3-1 | 1-1 | 2-0 | 0-2 |     | 1-0 | 3-0 | 2-0 | 1-2 | 1-2 | 1-1 |
| UD Lérida                                                  | 3-2 | 2-1 | 2-2 | 4-0 | 3-0 | 0-1 | 3-1 | 4-0 | 2-1 | 1-0 |     | 3-2 | 2-2 | 2-0 | 3-1 | 2-0 |
| CD Logroñés                                                | 3-0 | 7-2 | 4-1 | 3-0 | 0-0 | 1-4 | 2-1 | 3-1 | 3-0 | 4-0 | 3-0 |     | 0-0 | 1-2 | 4-1 | 5-0 |
| CA Osasuna                                                 | 2-1 | 1-1 | 1-0 | 2-0 | 2-1 | 2-3 | 3-2 | 6-1 | 6-1 | 3-0 | 1-0 | 4-0 |     | 1-0 | 4-1 | 2-0 |
| CD Sabadell                                                | 1-1 | 1-1 | 3-2 | 2-1 | 0-1 | 4-2 | 0-1 | 1-0 | 4-1 | 1-1 | 0-0 | 1-1 | 3-3 |     | 3-2 | 2-1 |
| UD Salamanque                                              | 1-2 | 2-0 | 1-2 | 2-2 | 1-0 | 1-2 | 4-1 | 3-0 | 0-0 | 3-1 | 2-1 | 3-1 | 0-0 | 3-1 |     | 3-0 |
| CD San Andrés                                              | 0-1 | 2-2 | 3-1 | 4-0 | 4-1 | 2-1 | 2-4 | 1-2 | 4-1 | 2-0 | 0-5 | 1-3 | 4-2 | 4-1 | 3-0 |     |
| - Victoire à domicile - Match nul - Victoire à l'extérieur |     |     |     |     |     |     |     |     |     |     |     |     |     |     |     |     |

### Groupe 2

#### Classement
| Rang | Équipe               | Pts | J  | G  | N | P  | Bp | Bc | GA    |
| ---- | -------------------- | --- | -- | -- | - | -- | -- | -- | ----- |
| 1    | Real Jaén P          | 41  | 30 | 19 | 3 | 8  | 85 | 47 | 1,809 |
| 2    | Hércules CF          | 38  | 30 | 16 | 6 | 8  | 69 | 49 | 1,408 |
| 3    | Atlético de Tetuán R | 36  | 30 | 15 | 6 | 9  | 66 | 39 | 1,692 |
| 4    | UD Las Palmas R      | 35  | 30 | 16 | 3 | 11 | 55 | 38 | 1,447 |
| 5    | UD Melilla           | 33  | 30 | 14 | 5 | 11 | 55 | 53 | 1,038 |
| 6    | CD Mestalla          | 33  | 30 | 13 | 7 | 10 | 56 | 45 | 1,244 |
| 7    | CD Alcoyano          | 30  | 30 | 14 | 2 | 14 | 70 | 64 | 1,094 |
| 8    | RCD Majorque         | 30  | 30 | 11 | 8 | 11 | 47 | 59 | 0,797 |
| 9    | Grenade CF           | 30  | 30 | 13 | 4 | 13 | 52 | 55 | 0,945 |
| 10   | RB Linense           | 29  | 30 | 13 | 3 | 14 | 53 | 61 | 0,869 |
| 11   | Real Murcie          | 29  | 30 | 11 | 7 | 12 | 53 | 43 | 1,233 |
| 12   | Orihuela Deportiva P | 26  | 30 | 12 | 2 | 16 | 51 | 75 | 0,680 |
| 13   | RCD Córdoba (es)     | 26  | 30 | 9  | 8 | 13 | 55 | 62 | 0,887 |
| 14   | CD Atlético Baleares | 23  | 30 | 10 | 3 | 17 | 50 | 75 | 0,667 |
| 15   | AD Plus Ultra        | 22  | 30 | 7  | 8 | 15 | 57 | 70 | 0,814 |
| 16   | CD Cacereño P        | 19  | 30 | 7  | 5 | 18 | 40 | 79 | 0,506 |

Promotion
- 1er : promotion en Primera División
- 2e et 3e : qualification pour la phase de promotion

Relégation
- 12e et 13e : qualification pour la phase de relégation
- 14e à 16e : relégation en Tercera División

Abréviations
- R : Relégués de Primera División 1951-1952
- P : Promus de Tercera División 1951-1952

#### Résultats
| Résultats (▼dom., ►ext.)                                   | ALC | ATB | ATT | CAC | COR | GRE | HER | JAE | LPA | LIN | MAJ | MEL | MES | MUR | ORI | PLU |
| CD Alcoyano                                                |     | 4-2 | 2-3 | 4-1 | 5-1 | 5-0 | 2-4 | 1-2 | 5-3 | 3-2 | 3-0 | 6-3 | 3-1 | 2-2 | 5-0 | 6-1 |
| CD Atlético Baleares                                       | 3-1 |     | 1-2 | 2-1 | 4-1 | 1-1 | 4-3 | 3-4 | 0-1 | 2-0 | 1-1 | 1-3 | 3-0 | 2-0 | 7-1 | 2-1 |
| Atlético de Tetuán                                         | 1-1 | 5-0 |     | 3-0 | 2-2 | 3-0 | 1-2 | 3-1 | 1-1 | 1-2 | 5-0 | 2-0 | 1-1 | 3-1 | 7-0 | 5-1 |
| CD Cacereño                                                | 1-3 | 3-1 | 0-2 |     | 2-2 | 1-3 | 1-1 | 2-1 | 1-4 | 5-1 | 2-2 | 5-3 | 1-1 | 2-1 | 3-0 | 2-2 |
| RCD Córdoba (es)                                           | 3-0 | 4-2 | 4-1 | 2-3 |     | 1-0 | 5-1 | 1-1 | 2-1 | 5-0 | 2-2 | 3-2 | 1-1 | 0-1 | 1-2 | 6-4 |
| Grenade CF                                                 | 2-0 | 5-0 | 1-0 | 3-1 | 5-1 |     | 0-0 | 3-1 | 1-0 | 5-0 | 3-1 | 2-0 | 0-1 | 1-1 | 6-0 | 4-0 |
| Hércules CF                                                | 3-1 | 3-1 | 3-1 | 2-0 | 1-0 | 3-3 |     | 4-0 | 4-0 | 1-0 | 3-0 | 1-2 | 5-0 | 1-1 | 7-5 | 4-1 |
| Real Jaén                                                  | 5-0 | 5-1 | 1-0 | 5-0 | 2-0 | 9-0 | 2-0 |     | 5-1 | 3-1 | 4-3 | 5-0 | 4-2 | 3-2 | 5-1 | 5-2 |
| UD Las Palmas                                              | 3-0 | 5-0 | 3-4 | 3-0 | 1-1 | 3-1 | 1-0 | 4-0 |     | 2-0 | 3-0 | 3-0 | 1-2 | 1-0 | 3-1 | 2-1 |
| RB Linense                                                 | 4-1 | 4-2 | 1-1 | 3-0 | 4-2 | 3-1 | 4-1 | 2-1 | 2-1 |     | 1-1 | 3-0 | 1-3 | 2-1 | 3-1 | 3-0 |
| RCD Majorque                                               | 1-0 | 1-1 | 1-3 | 4-2 | 2-1 | 4-2 | 4-1 | 2-1 | 3-2 | 2-0 |     | 1-1 | 2-1 | 4-0 | 0-3 | 3-1 |
| UD Melilla                                                 | 5-1 | 2-0 | 2-0 | 3-0 | 1-0 | 1-0 | 2-2 | 0-3 | 0-0 | 4-1 | 1-1 |     | 2-1 | 4-1 | 1-0 | 3-1 |
| CD Mestalla                                                | 3-0 | 6-0 | 1-4 | 1-0 | 6-2 | 3-0 | 1-1 | 0-1 | 0-1 | 4-3 | 3-0 | 2-2 |     | 2-0 | 2-1 | 3-0 |
| Real Murcie                                                | 0-1 | 4-1 | 2-0 | 5-0 | 4-0 | 4-0 | 1-2 | 3-3 | 3-1 | 0-0 | 6-1 | 1-3 | 2-1 |     | 3-1 | 1-1 |
| Orihuela Deportiva                                         | 1-3 | 2-3 | 3-0 | 3-0 | 0-0 | 3-0 | 2-1 | 4-1 | 1-0 | 3-2 | 2-0 | 5-4 | 3-3 | 1-3 |     | 1-0 |
| AD Plus Ultra                                              | 4-2 | 2-0 | 2-2 | 9-1 | 2-2 | 5-0 | 4-5 | 2-2 | 0-1 | 5-1 | 1-1 | 2-1 | 1-1 | 0-0 | 2-1 |     |
| - Victoire à domicile - Match nul - Victoire à l'extérieur |     |     |     |     |     |     |     |     |     |     |     |     |     |     |     |     |

### Phase de promotion
Comme lors de la saison précédente, une équipe réserve, à savoir la SD La España Industrial, est promue en Primera División. Mais, pour les mêmes raisons que le CD Mestalla, la SD La España Industrial doit jouer dans un stade différent que le FC Barcelone. Pour cela, lors de l'assemblée générale de la fédération catalane, certains clubs ont proposé le Stade de Montjuich, mais lors d'une assemblée de la RFEF, sa promotion est annulée et le Celta de Vigo prend sa place. 

#### Classement
| Rang | Équipe                  | Pts | J  | G | N | P | Bp | Bc | GA    |
| ---- | ----------------------- | --- | -- | - | - | - | -- | -- | ----- |
| 1    | Deportivo La Corogne D1 | 11  | 10 | 5 | 1 | 4 | 15 | 11 | 1,364 |
| 2    | SD La España Industrial | 11  | 10 | 4 | 3 | 3 | 20 | 12 | 1,667 |
| 3    | Celta de Vigo D1        | 10  | 10 | 4 | 2 | 4 | 18 | 17 | 1,059 |
| 4    | Atlético de Tetuán      | 10  | 10 | 4 | 2 | 4 | 15 | 13 | 1,154 |
| 5    | Real Avilés             | 9   | 10 | 4 | 1 | 5 | 14 | 22 | 0,636 |
| 6    | Hércules CF             | 9   | 10 | 4 | 1 | 5 | 12 | 19 | 0,632 |

Promotion
- 1er et 3e : maintien en Primera División

Abréviations
- D1 : Équipes de Primera División

#### Résultats
| Résultats (▼dom., ►ext.)                                   | ATT | AVI | CEL | DEP | ESP | HER |
| Atlético de Tetuán                                         |     | 6-1 | 0-0 | 2-0 | 2-1 | 3-0 |
| Real Avilés                                                | 1-0 |     | 4-1 | 1-0 | 1-3 | 2-0 |
| Celta de Vigo                                              | 4-1 | 4-2 |     | 1-3 | 1-1 | 5-1 |
| Deportivo La Corogne                                       | 3-0 | 1-2 | 1-2 |     | 0-0 | 3-1 |
| SD La España Industrial                                    | 1-1 | 6-1 | 3-0 | 1-3 |     | 4-1 |
| Hércules CF                                                | 2-0 | 1-1 | 1-0 | 2-0 | 3-1 |     |
| - Victoire à domicile - Match nul - Victoire à l'extérieur |     |     |     |     |     |     |

### Phase de relégation
Cette phase regroupe les équipes ayant terminés à la 12e et 13e place, les six équipes ayant terminés à la 2e place en troisième division et le champion régional des Canaries. Les groupes 1 et 2 comprennent le 12e du groupe 2 et les deux 13es et trois équipes de troisième division par groupe, où les deux premiers du groupe 1 et le premier du groupe 2 obtiennent leur place en Segunda División 1953-1954. Le groupe 3 est un barrage opposant le 12e du groupe 1 au champion régional des Canaries, le vainqueur obtient sa place en Segunda División.

#### Groupe 1

##### Classement
| Rang | Équipe                    | Pts | J | G | N | P | Bp | Bc | GA    |
| ---- | ------------------------- | --- | - | - | - | - | -- | -- | ----- |
| 1    | Gimnástica de Torrelavega | 10  | 8 | 5 | 0 | 3 | 17 | 11 | 1,545 |
| 2    | Cultural Leonesa D3       | 8   | 8 | 4 | 0 | 4 | 21 | 19 | 1,105 |
| 3    | CD Mataró (es) D3         | 8   | 8 | 4 | 0 | 4 | 17 | 16 | 1,063 |
| 4    | UD Salamanque             | 8   | 8 | 4 | 0 | 4 | 12 | 10 | 1,200 |
| 5    | Club Sestao D3            | 6   | 8 | 3 | 0 | 5 | 11 | 22 | 0,500 |

Promotion
- 2e : promotion en Segunda División

Relégation
- 4e : relégation en Tercera División

Abréviations
- D3 : Équipe de Tercera División

1. ↑  L'UD Salamanque est repeché après le retrait du CD San Andrés et le refus du CD Mataró de prendre sa place[8].

##### Résultats
| Résultats (▼dom., ►ext.)                                   | CUL | GIM | MAT | SAL | SES |
| Cultural Leonesa                                           |     | 2-4 | 3-1 | 3-1 | 6-0 |
| Gimnástica de Torrelavega                                  | 1-0 |     | 2-1 | 1-0 | 5-1 |
| CD Mataró (es)                                             | 7-2 | 3-2 |     | 1-0 | 3-1 |
| UD Salamanque                                              | 1-2 | 2-1 | 4-1 |     | 3-1 |
| Club Sestao                                                | 4-3 | 2-1 | 2-0 | 0-1 |     |
| - Victoire à domicile - Match nul - Victoire à l'extérieur |     |     |     |     |     |

#### Groupe 2

##### Classement
| Rang | Équipe             | Pts | J | G | N | P | Bp | Bc | GA    |
| ---- | ------------------ | --- | - | - | - | - | -- | -- | ----- |
| 1    | UD España D3       | 8   | 6 | 3 | 2 | 1 | 12 | 5  | 2,400 |
| 2    | Levante UD D3      | 8   | 6 | 3 | 2 | 1 | 15 | 11 | 1,364 |
| 3    | RCD Córdoba (es)   | 5   | 6 | 1 | 3 | 2 | 13 | 16 | 0,813 |
| 4    | CD Calvo Sotelo D3 | 3   | 6 | 1 | 1 | 4 | 12 | 20 | 0,600 |

Promotion
- 1er : promotion en Segunda División

Relégation
- 3e : relégation en Tercera División

Abréviations
- D3 : Équipe de Tercera División

##### Résultats
| Résultats (▼dom., ►ext.)                                   | CAL | COR | ESP | LEV |
| CD Calvo Sotelo                                            |     | 5-0 | 2-2 | 1-3 |
| RCD Córdoba (es)                                           | 5-1 |     | 2-2 | 3-3 |
| UD España                                                  | 5-0 | 2-0 |     | 1-0 |
| Levante UD                                                 | 5-3 | 3-3 | 1-0 |     |
| - Victoire à domicile - Match nul - Victoire à l'extérieur |     |     |     |     |

#### Groupe 3
| Match aller | Orihuela Deportiva (D2)     | 2 – 1   | (Can.) CD Tenerife | Stade municipal de Los Arcos, Orihuela |                                  |
| 24 mai 1953 | Gallardo 55e · Calabuig 75e | (0 – 1) | Antonio            | Arbitrage : Manuel Asensi Martín       | Arbitrage : Manuel Asensi Martín |
| 24 mai 1953 | Rapport                     |         |                    | Arbitrage : Manuel Asensi Martín       | Arbitrage : Manuel Asensi Martín |

| Match retour | CD Tenerife (Can.)            | 3 – 0   | (D2) Orihuela Deportiva | Stade Heliodoro Rodríguez López, Santa Cruz de Tenerife |                                                  |
| 31 mai 1953  | Paquillo 22e · Julito 55e 71e | (1 – 0) |                         | Spectateurs : 15 000 Arbitrage : Ramón Azón Romá        | Spectateurs : 15 000 Arbitrage : Ramón Azón Romá |
| 31 mai 1953  | Rapport                       |         |                         | Spectateurs : 15 000 Arbitrage : Ramón Azón Romá        | Spectateurs : 15 000 Arbitrage : Ramón Azón Romá |

Le CD Tenerife obtient sa montée en Segunda División sur le score cumulé de 4 - 2, tandis que l'Orihuela Deportiva est relégué en Tercera División.

## Bilan de la saison
| Championnat d'Espagne de football de deuxième division 1952-1953 |                         |
| Champions                                                        | CA Osasuna (1er titre)  |
| Champions                                                        | Real Jaén (1er titre)   |
| Promotions et relégations                                        |                         |
| Promus en Primera División                                       | CA Osasuna              |
| Promus en Primera División                                       | Real Jaén               |
| Relégués en Segunda División                                     | CD Málaga (es)          |
| Relégués en Segunda División                                     | Real Saragosse CD       |
| Promus en Segunda División                                       | CP La Felguera          |
| Promus en Segunda División                                       | Cultural Leonesa        |
| Promus en Segunda División                                       | SD Eibar                |
| Promus en Segunda División                                       | SD Escoriaza (es)       |
| Promus en Segunda División                                       | CD Badajoz              |
| Promus en Segunda División                                       | CD Castellón            |
| Promus en Segunda División                                       | Jerez CD                |
| Promus en Segunda División                                       | UD España               |
| Promus en Segunda División                                       | CD Tenerife             |
| Relégués en Tercera División                                     | CD San Andrés           |
| Relégués en Tercera División                                     | Gimnástico de Tarragone |
| Relégués en Tercera División                                     | UD Huesca (es)          |
| Relégués en Tercera División                                     | Burgos CF (es)          |
| Relégués en Tercera División                                     | Orihuela Deportiva      |
| Relégués en Tercera División                                     | RCD Córdoba (es)        |
| Relégués en Tercera División                                     | CD Atlético Baleares    |
| Relégués en Tercera División                                     | AD Plus Ultra           |
| Relégués en Tercera División                                     | CD Cacereño             |